# Михаил Павлович
Великий князь Михаи́л Па́влович (28 января (8 февраля) 1798, Санкт-Петербург — 28 августа (9 сентября) 1849, Варшава) — четвёртый сын Павла I и Марии Фёдоровны, самый младший ребёнок, единственный порфирородный из сыновей Павла I (то есть родившийся в период его правления). Младший брат императоров Александра I, Николая I и великого князя Константина.

## Биография

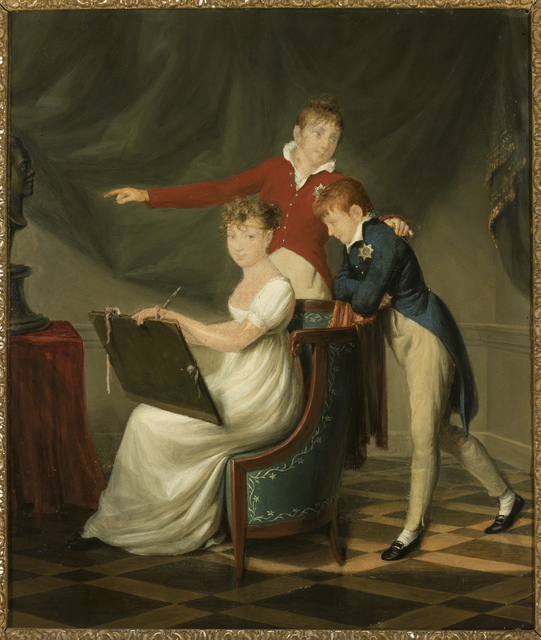
Михаил Павлович с сестрой — Анной Павловной и братом Николаем Павловичем, 1806 г.

Михаил Павлович родился пополуночи в половине 4го часа утра 28 января (8 февраля) 1798 года в Зимнем дворце, Санкт-Петербург, и был десятым, последним ребёнком и четвёртым, младшим сыном императора Павла I и его жены императрицы Марии Фёдоровны.
В этот день в Камер-фурьерском журнале была сделана запись

Январь 28е, четверг. Пополуночи в половине 4го часа утра Её императорское величество благополучно разрешилась от бремени рождённым государем великим князем. В три четверти того же часа позван во внутренние комнаты духовник Его величества, который давал молитву и наречено высоконоворождённому великому князю имя Михаил,

а в газете «СанктПетербургскiя Вѣдомости» от 29 января 1798 г. опубликовано сообщение

Сего Генваря 28 го въ три часа с половиною пополуночи, ко всеобщей радости, разрѣшилась благополучно отъ бремени ЕЯ ИМЕРАТОРСКОЕ ВЕЛИЧЕСТВО, приумноживъ Императорскую Фамилiю Великимъ Княземъ, нареченнымъ на молитвѣ МИХАИЛОМЪ ПАВЛОВИЧЕМЪ.

В подённых придворных записях было отмечено: «Благополучное разрешение от бремени сыном Михаилом возвещено 201 выстрелом ко всеобщей радости».
Имя новорожденному было выбрано ещё до его появления на свет. Графиня В. Н. Головина вспоминала: «Ходила молва, будто с первого дня царствования государя часовому Летнего дворца было видение Архангела Михаила… При первом известии о чудесном видении часовому император Павел дал обет — в случае, если у него будет ещё сын, назвать его Михаилом…». После его рождения начались различные толки: спрашивали, не будет ли новорожденный, как сын царствующего государя, иметь предпочтительное право на престол, поскольку его старшие братья родились тогда, когда Павел был великим князем. Павел I решил, что крещение и крестины должны сопровождаться таким торжественным церемониалом, который бы показал всем, и в том числе цесаревичу Александру, разницу, существующую между сыном императора и сыном наследника престола. Восприемниками ребёнка от купели были: его старший брат, великий князь Александр Павлович, и старшая сестра, великая княжна Александра Павловна, представлявшая их бабушку, герцогиню Фредерику-Софию Вюртембергскую.
«Сего Февраля 6 го, въ назначенной день по Высочайшему ЕГО ИМПЕРАТОРСКАГО ВЕЛИЧЕСТВА повелѣнiю для святаго крещенiя Его Императорскаго Высочества новорожденнаго Государя Великаго Князя МИХАИЛА ПАВЛОВИЧА, съѣхались въ 10 часовъ того утра въ Зимнiй дворецъ Члены Святѣйшаго Правительствующаго Синода, знатное Духовенство, чужестранные Министры и прочiя обоего пола особы, имѣющiя приѣздъ ко Двору, Дамы въ робахъ, а Кавалеры въ праздничныхъ кафтанахъ. Въ половинѣ одиннадцатаго часа перенесенъ былъ новорожденной Государь Великiй Князъ въ одинъ изъ внутреннихъ Императорскихъ покоевъ, а кормилица и прочiе, назначенные для служенiя новорожденному, отправлены были въ большую придворную церьковъ, гдѣ и отведено было имъ особенное мѣсто оставленное ширмами. Чужестранные Министры такъ же заблаговременно введены были въ церьковь однимъ изъ Императорскихъ Церемонiймейстеров и поставлены были въ приличное для нихъ мѣесто: Первенствующiе придворные чиновники и Члены учрежденнаго при Императорскомъ Дворѣ Совѣта и всѣ Придворные Кавалеры собрались во внутренней тронной залѣ; а прочiя обоего пола особы въ обыкновенныхъ апартаментахъ.
Въ началѣ 12 го часа, изволилъ вытти ЕГО ИМПЕРАТОРСКОЕ ВЕЛИЧЕСТВО, въ провожанiи всѣхъ Ихъ Императорскихъ Высочествъ, имѣя предъ Высочайшею Своею Особою двухъ Гофмаршаловъ, Оберъ-Церемонiймейстера и Оберъ-Маршала съ ихъ жезлами, во внутреннюю тронную залу, откуда шествiе въ церьковь происходило слѣдующим образомъ: Въ началѣ Гоф-Фурьеры, Камеръ-Фурьеры и Капитаны за́мка, потомъ два Церемонiймейстера, за ними Придворные Кавалеры, Члены Совѣта и Первенствующiе Придворные чиновники по два въ рядъ, младшiе на переди: потомъ два Гофмаршала рядомъ, за ними Оберъ-Гофмаршалъ и Оберъ-Церемонiймейстеръ, такъ же рядомъ. Потомъ ЕГО ИМПЕРАТОСКОЕ ВЕЛИЧЕСТВО, имѣя по одну сторону немного въ переди Оберъ-Камергера, а по другую немного позади Своихъ Адьютантовъ, за Высочайшею ЕГО Особою слѣдовали Государь Наслѣдникъ и Его Супруга; потомъ Государь Великiй Князь КОНСТАНТИНЪ ПАВЛОВИЧЪ и Его Супруга; за нимъ Государь Великiй Князь НИКОЛАЙ ПАВЛОВИЧЪ; потом за слабостью здоровья Оберъ-Гофмейстерины, несла новорожденнаго на подушкѣ Штатсъ-Дама Ливенъ, имѣя для поддерживанiя ассистентами по правую Фельдмаршала Графа Салтыкова 1го, а по лѣвую Фельдмаршала Князя Репнина; за новорожденнымъ слѣдовали всѣ Государыни Великiя Княжны, въ числѣ коихъ изволила присутствовать и Государыня Великая Княжна АННА ПАВЛОВНА; за ИМПЕРАТОРСКОЮ Фамилiею Оберъ-Гофмейстерина, Штатсъ-Дамы, Камеръ-Фрейлины, всѣ Фрейлины и прочiя обоего пола знатныя особы.
Во время Высочайшаго шествiя въ церковь и обратно стояла, начиная отъ обыкновенной тронной до самой церкви по обѣ стороны, Конная Гвардiя въ ихъ уборѣ. При входѣ в церковь встрѣченъ былъ ЕГО ИМПЕРАТОРСКОЕ ВЕЛИЧЕСТВО знатнымъ Духовенствомъ, и когда по цѣлованiи поднесеннаго Креста, окропленъ будучи святою водою, изволилъ ретироваться боковыми дверями въ одну изъ ближайшихъ комнатъ, тогда началъ духовникъ священное таинство крещенiя, при которомъ Восприемниками были Государь Наслѣдникъ Цесаревичъ и Великiй Князь АЛЕКСАНДРЪ ПАВЛОВИЧЪ, Государыня Великая Княжна АЛЕКСАНДРА ПАВЛОВНА и Ея Королевское Величество Фридерика Доротея Софiя, вдовствующая Герцогиня Виртембергъ-Штутгардская.
По окончанiи крещенiя изволилъ войти ГОСУДАРЬ ИМПЕРАТОРЪ въ церковь и по пожалованiи къ рукѣ Восприемниковъ, соизволилъ стать на Свое ИМПЕРАТОРСКОЕ мѣесто, потомъ отправляемо было соборомъ съ колѣноприклоненiемъ благодарное молебствiе при выстрѣлѣ съ крѣпости и съ Адмиралтейства 301 пушки, въ которое время начался колокольной звонъ по всѣмъ церквамъ: во время обѣдни изволилъ Самъ ЕГО ИМПЕРАТОРСКОЕ ВЕЛИЧЕСТВО подносить новорожденнаго къ святому причащенiю, имѣя по обѣимъ сторонамъ Восприемниковъ; потомъ во время пѣнiя, да исполнятся уста наша, поднесены Орденскимъ Канцлеромъ Княземъ Репнинымъ на золотой тарелкѣ Орденскiе знаки, которые ГОСУДАРЬ ИМПЕРАТОРЪ и возложилъ на новорожденнаго.
По окончанiи обѣдни, изволилъ ЕГО ИМПЕРАТОРСКОЕ ВЕЛИЧЕСТВО возвратиться тѣмъ же порядкомъ во внутреннiе покои, и потомъ соизволилъ присутствовать за обѣденнымъ столомъ въ Кавалергардской залѣ, къ которому приглашены были Штатсъ-Дамы, Камеръ-Фрейлины и мужеска пола особы первыхъ двухъ классовъ; во время стола была вокальная и инструментальная музыка, за столомъ пили здоровья: 1 е ГОСУДАРЬ ИМПЕРАТОРЪ здравiе новорожденнаго. 2 е Государь Цесаревичъ здравiе ЕГО ИМПЕРАТОРСКАГО ВЕЛИЧЕСТВА. 3 е ГОСУДАРЬ ИМПЕРАТОРЪ здравiе ЕЯ ИМПЕРАТОРСКАГО ВЕЛИЧЕСТВА ГОСУДАРЫНИ ИМПЕРАТРИЦЫ. 4 е Здравiе Государя Цесаревича и всей ИМПЕРАТОРСКОЙ Фамилiи. 5 е Здравие всѣхъ вѣрноподданныхъ. Тогожѣ дня въ вечеру весь городъ былъ иллюминованъ».
Газета «СанктПетербургскiя Вѣдомости». № 12. Вторник 9 го дня 1798 года. С. 243 — 245.
Император Александр I успевал лишь изредка навещать младших братьев и мало входил в дело их обучения. Установившаяся система их воспитания была сурова; телесные наказания играли в ней не последнюю роль; главный воспитатель, генерал Ламсдорф являлся наставником требовательным и строгим. С малых лет Михаил, также как и его старший брат Николай, проявили исключительную склонность ко всему военному; у них были целые арсеналы военных игрушек.
В 1814 г. император Александр впервые разрешил братьям прибыть к армии, находившейся во Франции, и на Высочайшем смотру в Вертю (29 августа 1815 г.) Михаил Павлович в первый раз командовал воинской частью (конно-артиллерийской бригадой).

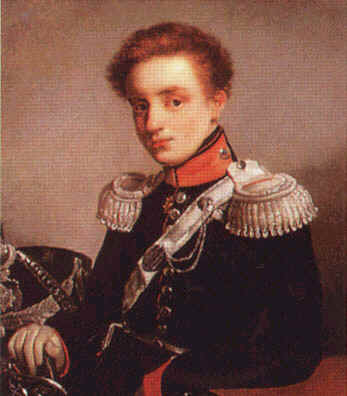
Михаил Павлович в молодости

С августа 1817 г. по июнь 1819 г. Михаил Павлович совершил образовательную поездку сначала по России, затем по Западной Европе, под руководством И. Ф. Паскевича. Однако Паскевич оказался бессильным в борьбе со склонностью Михаила Павловича к «экзерцирмейстерству»: «Его занимали, — пишет Паскевич, — одни только выправки и красота фронта».
Вскоре по возвращении из заграничного путешествия Михаил Павлович был назначен командиром 1-й бригады 1-й гвардейской пехотной дивизии и шефом лейб-гвардии Московского полка.
Облечённый званием генерал-фельдцейхмейстера со дня рождения, Михаил Павлович фактически вступил в управление артиллерийским ведомством в 1819 г.; при нём был произведен в этой части целый ряд преобразований и улучшений. По докладу Михаила Павловича в 1820 г. было открыто первое в России артиллерийское училище.
Михаил Павлович участвовал в подавлении восстания декабристов 14 декабря 1825 года. Известие о кончине Александра I застало его в Варшаве; на другой же день он выехал в Петербург с письмом от Константина Павловича об отречении последнего от прав на престол. Прибыв в Петербург и узнав, что там принесена уже присяга на верноподданство Константину, Михаил Павлович поспешил опять в Варшаву для убеждения Константина Павловича приехать в столицу, но безуспешно. Прибыв вновь в Петербург утром 14 декабря 1825 года и получив сведение, что принесение присяги Николаю Павловичу чинами гвардейской конной артиллерии сопровождалось некоторым замешательством, Михаил Павлович решил своим личным присутствием в артиллерийских казармах восстановить порядок; затем, получив донесение о возмущении Московского полка, как шеф его, поспешил в казармы и, собрав людей, не принимавших участие в восстании, привёл их на Сенатскую площадь, где императором Николаем была вверена его начальству часть войск, собранных между Исаакиевским собором и Конногвардейским манежем, против стоявших тут же восставших рот Гвардейского экипажа.
Позже, как член Следственной комиссии по делу декабристов, великий князь Михаил Павлович настоял на замене смертной казни вечной каторгой Вильгельму Кюхельбекеру, поэту и другу Пушкина, который обвинялся в том, что стрелял в Михаила Павловича.
Сразу после восстания декабристов Михаил Павлович был назначен генерал-инспектором по инженерной части, членом Государственного Совета, а в 1826 году он был назначен командиром Гвардейского корпуса.

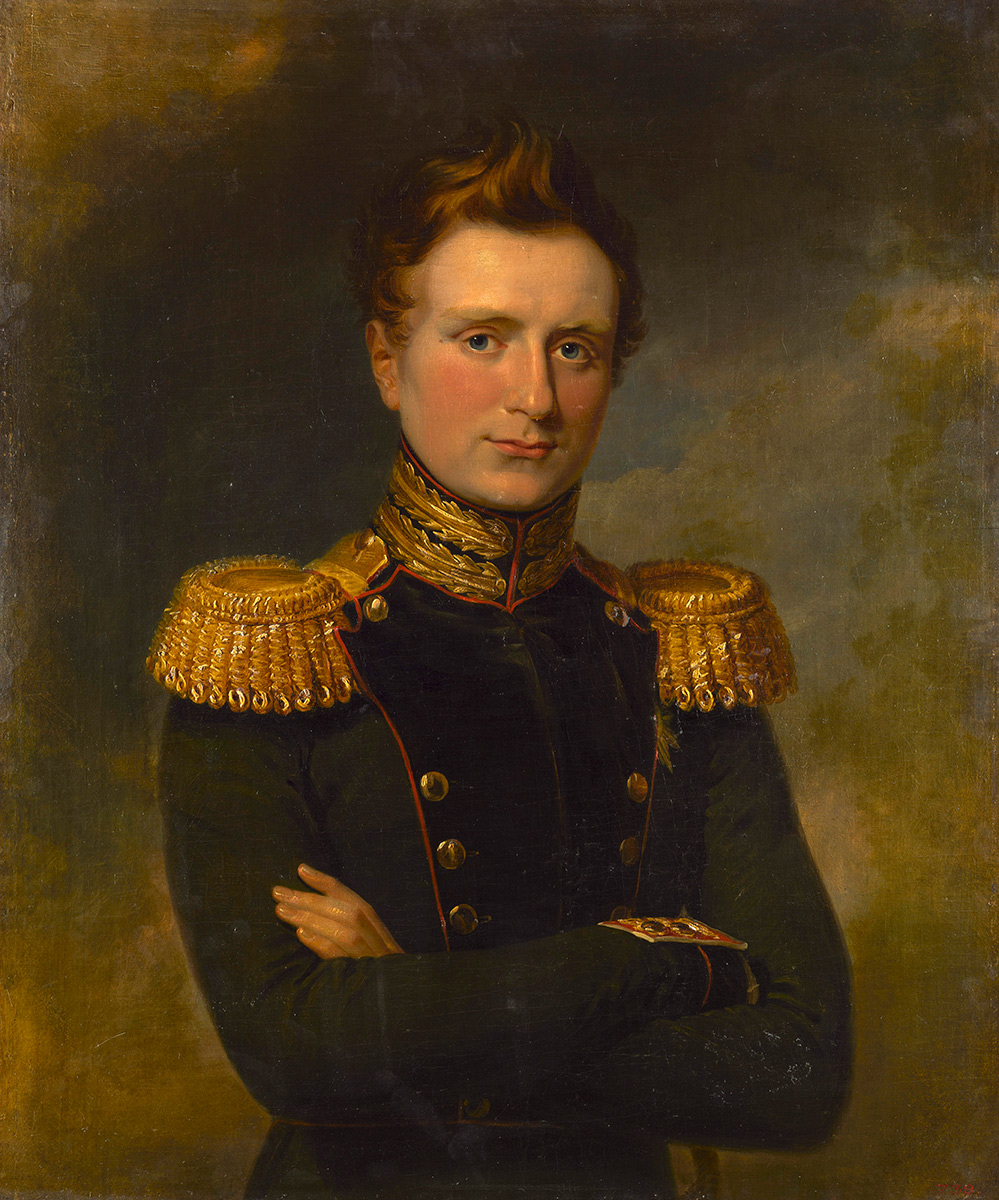
1829 год. Великий князь Михаил Павлович. Портрет работы Джорджа Доу

В 1828—1829 годах во главе Гвардейского корпуса участвовал в русско-турецкой войне. Награждённый после победы под Браиловом орденом Святого Георгия II степени, отказался надеть его, посчитав, что достиг успеха слишком дорогой ценой. Николай I удостоил брата шпагой с надписью «За храбрость» с лаврами и алмазными украшениями.
В 1830—1831 годах во главе Гвардейского корпуса участвовал в подавлении Польского восстания. В том же 1831 году получил свитское звание генерал-адъютанта за штурм Варшавы.
С 1831 года являлся главным начальником Пажеского и всех сухопутных кадетских корпусов, Дворянского полка. При его участии было основано около 14 кадетских корпусов.
Председательствовал в Комитете о составлении устава воинской пехотной службы.
По предложению великого князя Михаила Павловича в Царском Селе организовали Офицерскую школу для подготовки инструкторов по стрелковому делу для армейских и гвардейских частей.
Свою военную карьеру он закончил в должности главнокомандующего гвардейским и гренадерским корпусами (с 1844 года).
Нельзя недооценить вклад великого князя Михаила Павловича в развитие военного, а особенно артиллерийского дела в России. Князь Чернышёв (военный министр) писал:

Ни одна часть военно-сухопутного управления не подвергалась большим преобразованиям, как артиллерийское ведомство. Почти все новые заграничные изобретения по усовершенствованию вооружения войск и артиллерии, были у нас, в течение двадцати пяти лет, испытываемы, применяемы к нашим войскам и постепенно вводимы, с необходимыми изменениями и улучшениями.

В то же время командир корпуса жандармов и управляющий III отделением Собственной Его императорского величества канцелярии Дубельт высказал совершенно противоположное суждение:

Воля ваша, а этот человек беда России. Своим фронтом он сбил с толку и Государя. — Генерал-фельдцейхмейстер, генерал-инспектор по инженерной части, он не думает ни об укреплении границ государства, ни об улучшении оружия; отказывает приезжающим к нам иностранцам с предложением новой системы ружей и оставляет армию, вместо ружья, с палками! Он раз даже выразился, что война портит солдата и, по его разумению, достоинство войска состоит только в блистательных парадах. В этой слепоте он умел внушить доброму Государю, что мы-де забросаем всех шапками!

## Общественная деятельность
Великий князь Михаил Павлович никогда не играл серьёзной роли в государственных делах. Его супругу (Елену Павловну) всегда раздражало пассивное устранение мужа от государственных дел, его роль первого слуги своего царственного брата.
- С 1825 года Михаил Павлович являлся членом Государственного совета.
- С 1834 года — сенатор.
- В 1832 году стал почётным президентом Императорской военной академии.

## Благотворительная деятельность
Занимался великий князь Михаил Павлович и благотворительностью. Но она носила больше личную направленность.

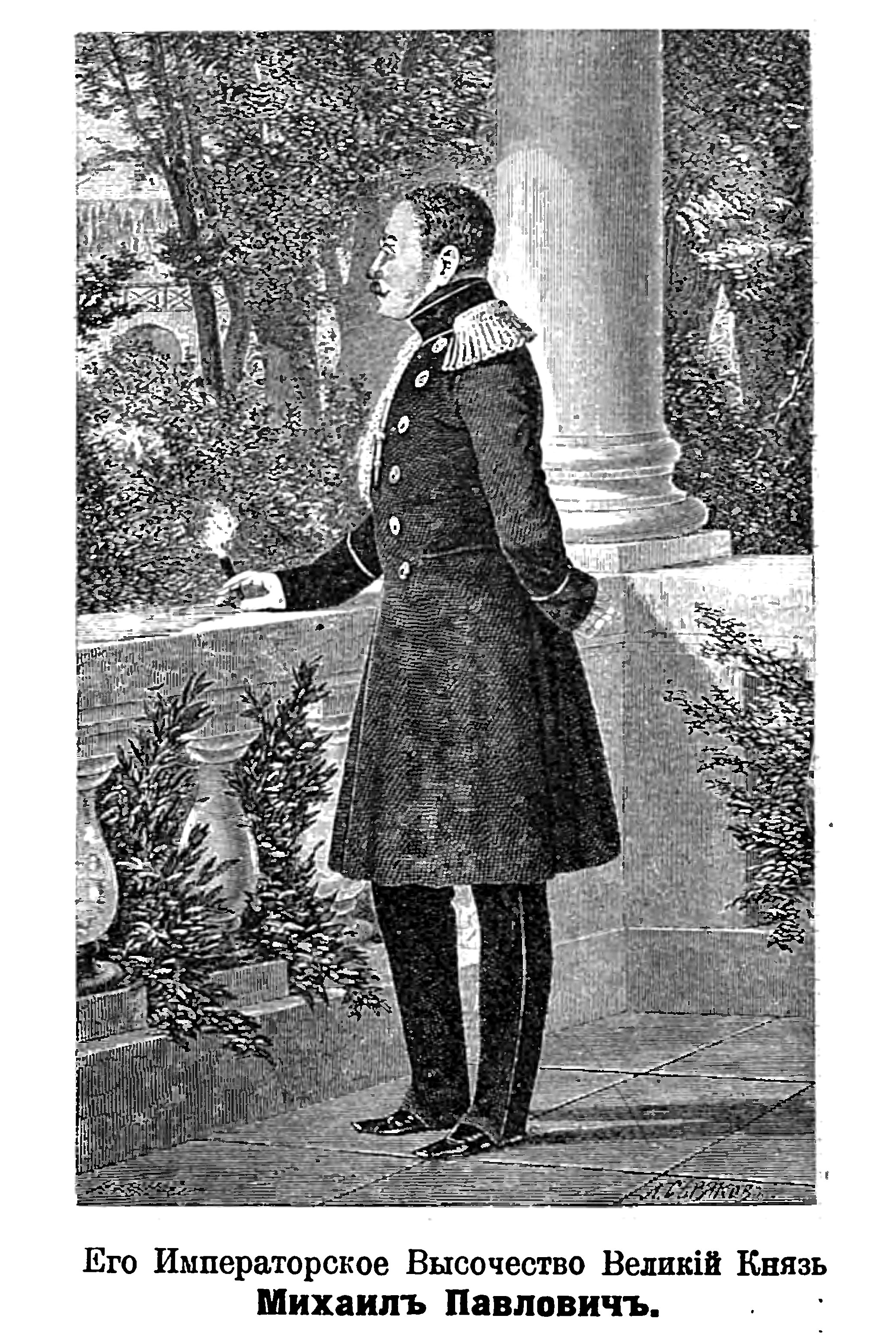
Рисунок из «Военной энциклопедии»

Ф. Гагерн, сопровождавший нидерландского принца Александра, племянника Михаила Павловича, в путешествии по России, писал в своём дневнике:
«Внешность его непривлекательна; в нём есть что-то мрачное и суровое, но в сущности его можно назвать „мрачный благотворитель“; о нём рассказывают случаи, где он проявил прекрасные черты великодушия».
Например, по свидетельству его адъютанта И. И. Бибикова, у одного из гвардейских полковников обнаружилась недостача в средствах, которые он истратил на свои нужды. Перед инспекторской проверкой эту сумму требовалось срочно внести в полковую кассу, чтобы избежать обвинения в растрате. Полковник, не видя выхода из сложившейся ситуации, бросился в Михайловский дворец и рассказал всё адъютанту. Не называя фамилии, Бибиков рассказал всё великому князю. Выслушав рассказ, Михаил Павлович подошёл к письменному столу, вынул необходимую сумму и, передав её адъютанту, сказал: «Отдай ему и не смей мне никогда называть его фамилию, иначе, как командир корпуса, я отдам его под суд. Скажи, что я помогаю ему как великий князь и как частный человек».
Щедрость Михаила Павловича доходила порой до таких размеров, что гофмейстер его двора вынужден был не раз отказывать великому князю в выдаче сумм на благотворительность, чтобы привести кассу в порядок.
В конце января 1848 года праздновалось пятидесятилетие великого князя Михаила Павловича. Военные инженеры и артиллеристы собрали около 18 000 рублей для сооружения бюста своего шефа. Бюст был вылеплен известным скульптором И. П. Витали, потом из бронзы его отлил бывший воспитанник Артиллерийского училища барон П. К. Клодт. От сооружения бюста, который установили в конференц-зале Артиллерийского училища, осталось неизрасходованными 8000 рублей. К этой сумме Михаил Павлович добавил ещё 3 000, чтобы этот капитал положить в банк и на проценты с него (с добавлениями ежегодной значительной суммы, которую жертвовал великий князь) назначить пособие для воспитания в Мариинском институте пяти дочерей «недостаточных» и заслуженных артиллеристов, преимущественно сирот.

## Михайловский дворец

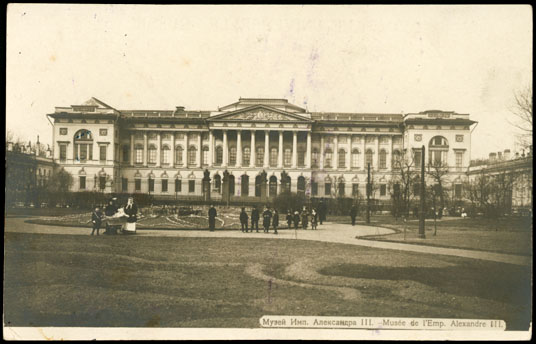
Бывший Михайловский дворец — Русский Музей Императора Александра III, почтовая открытка начала XX века.

Ещё при рождении Михаила Павловича император Павел приказал откладывать деньги на строительство дворца, достойного порфирородного сына. Но сам завершить его не успел. Дворец стал подарком Александра I младшему из своих братьев. Дворец назвали в честь князя Михайловским. Это великолепное здание и по сей день является одним из лучших украшений Санкт-Петербурга. Для его строительства был приглашен знаменитый архитектор Карл Росси. Возведение огромного здания заняло всего шесть лет, с 1819 по 1825 годы.
Наследники Михаила Павловича продали дворец в казну. В настоящее время дворец принадлежит Государственному Русскому музею.

## Брак

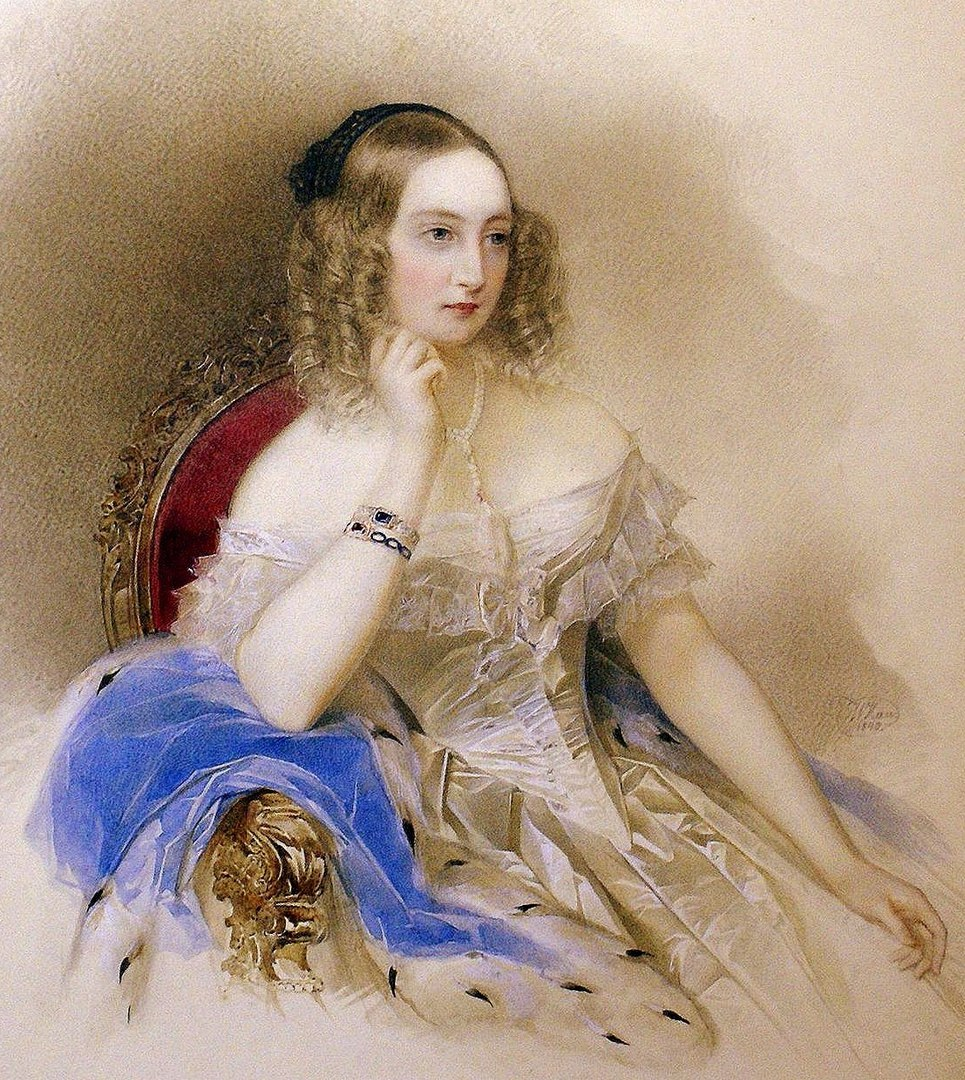
великая княгиня Елена Павловна в 1840 году, портрет Владимира Гау

В отличие от старших братьев, женившихся в ранней молодости, великий князь Михаил Павлович оставался холостяком до двадцати шести лет. Невесту для младшего сына императрица Мария Фёдоровна нашла в родном ей Вюртембергском доме. Ею стала внучка родного брата императрицы и старшая дочь принца Павла Генриха Карла Фридриха Августа Вюртембергского — Фредерика Шарлотта Мария. Чтобы познакомиться с принцессой, предназначенной ему в супруги, в 1822 году Михаил Павлович ездил в Штутгарт. По воспоминаниям графа Мориоля жених не испытывал каких-либо нежных чувств к невесте, а подчинялся матери-императрице. Граф писал в 1823 году перед встречей невесты:
«Эта поездка была ему очень не по сердцу и, забывая о всякой осторожности, он обнаруживал свою холодность, или, скорее, отвращение к новому положению, которое ему предстояло».
Подобное отношение скорее всего объяснялось влиянием старшего брата Константина, который после первого неудачного брака возненавидел всех немецких принцесс и поддерживал младшего брата в нежелании жениться на одной из них.
Между тем принцессу Шарлотту многие называли очаровательной во всех отношениях.
8 февраля 1824 года в Петербурге Михаил Павлович женился на Фредерике-Шарлотте, принявшей в православии имя Елена Павловна (1806—1873).
Впоследствии отношения между супругами не становились теплее, наоборот, невнимание Михаила к жене шокировало даже его братьев. В мае 1828 года Константин Павлович писал брату Николаю:
«Положение (Елены Павловны) оскорбительно для женского самолюбия и для той деликатности, которая вообще свойственна женщинам. Это — потерянная женщина, если плачевное положение, в котором она находится, не изменится».
Принцесса была высокообразованной женщиной с широким кругом знаний, великий князь же всего себя посвятил делам армии. О нём говорили, что «кроме армейского устава он ни одной книги не открыл». Как ни старалась Елена Павловна подлаживаться под вкусы супруга, но, когда дело доходило до принципиальных вопросов, она не всегда умела сдерживаться: по своей горячности даже при посторонних выражала досаду и прекращала разговор, выходя из комнаты. Великий князь по возможности старался избегать общества жены.
Добрый по сути своей человек, Михаил Павлович был не самым приятным в общении, с манерами невоспитанного холостяка. Но он смирился со своим браком и «простил ей, что она была выбрана ему в жёны, тем дело и кончилось». Права оказалась императрица Елизавета Алексеевна, которая писала вскоре после свадьбы:
«…надо надеяться, что при настойчивости с её стороны время изменит эти грустные отношения».

## Дети
В браке родились пять дочерей, две из которых умерли в раннем детстве. Большой трагедией для супругов стала смерть ещё двух взрослых дочерей.
1. Мария Михайловна (25 февраля (9 марта) 1825 — 7 (19) ноября 1846)
2. Елизавета Михайловна (14 (26) мая 1826 — 16 (28) января 1845), в 1844 году вступила в брак с герцогом Нассауским Адольфом.
3. Екатерина Михайловна (16 (28) августа 1827 — 30 апреля (12 мая) 1894), вступила в брак с Георгом, герцогом Мекленбург-Стрелицким.
4. Александра Михайловна (16 (28) января 1831 — 15 (27) марта 1832)
5. Анна Михайловна (15 (27) октября 1834 — 10 (22) марта 1836)

## Смерть
Хотя Михаил Павлович на вид был телосложения крепкого, но здоровьем похвастаться не мог.
Ещё в 1819 году он перенёс тяжёлую болезнь, и врачи порекомендовали ему пройти курс лечения целебными водами в Карлсбаде, куда он и отправился летом 1821 года. В 1837 году он несколько месяцев лечился на европейских курортах. Но даже через два года Ф. Гагерн отмечал в своём дневнике, что у великого князя «здоровье страдает». Тем не менее над докторами он смеялся, не всегда следуя рекомендациям. Император Николай I писал:
«Скорый приезд Михаила Павловича вместо радости нам скорее в горе, ибо возвращается, не кончив лечения своего, которое вновь начинать придётся, ежели, как полагать должно, не переменит здесь своего образа жизни и дурных привычек».
Тяжёлым потрясением для Михаила Павловича стала смерть дочери Елизаветы в 1845 году, через год на его руках скончалась старшая дочь — Мария. Там, в Вене, организм великого князя не выдержал — у него началось кровотечение из носа. Через три года, во время пребывания императорской семьи в Москве на Святой неделе у Михаила Павловича повторилось кровотечение, следствием чего стало нервное расстройство. В июле 1849 года, несмотря на болезненное состояние, великий князь отправился в Варшаву, где сосредоточились вверенные ему гвардейский и гренадерский корпусы. 12 августа во время осмотра кавалерийской дивизии и артиллерии на Мокотовом поле под Варшавой великий князь обратился к сопровождавшему его Н. Н. Муравьеву: «У меня немеет рука…». Окружавшие едва успели снять великого князя с лошади и отвезли во дворец Бельведер.
Около двух с половиной недель продолжалась борьба за жизнь разбитого параличом Михаила Павловича. В Варшаву срочно прибыли Елена Павловна с дочерью Екатериной. Как писал очевидец, «они провели последние дни у постели умирающего, который их узнал и был очень обрадован…». 28 августа (9 сентября) 1849 года великий князь Михаил Павлович скончался.
Тело Михаила Павловича на пароходе из Штеттина отправили в Петербург. Погребение его состоялось 16 сентября в Петропавловском соборе. Русская армия и гвардия носили траур три месяца. Траур его семьи продолжался целый год. Николай I тосковал после смерти брата, которая произвела на него очень сильное впечатление. Он как-то сразу постарел, поседел, быстро утомлялся, стал грустен.

## Личность
Михаил Павлович был всеобщим любимцем в императорской семье. С детства живой, общительный, он привязался к старшему брату Николаю, и с годами их сплотила крепкая дружба. Николай ценил преданность Михаила и считал его поведение настоящим примером братской любви и преданности. В одном из писем Николаю он писал: «Покуда я жив и во мне хоть малейшая сила, они (жизнь и сила) будут посвящены служить тебе верой и правдой». Столь же добрые отношения Михаил поддерживал и с другим братом Константином, недаром именно он был «связующим звеном» между Варшавой и Санкт-Петербургом в трагические дни 1825 года.
Михаил Павлович был кладезем всевозможных шуток и острот и прославился своей любовью к не всегда благопристойным розыгрышам и каламбурам. Порой сказанное им меткое словцо расходилось по России и долго передавалось из уст в уста. В юности он позволял себе подтрунивать и над старшими братьями. Но с изменением их статуса Михаил Павлович никогда не позволял себе называть старших братьев, даже за глаза, уменьшительными именами — строгий блюститель субординации, он был противником фамильярности даже в семейном кругу. Добрый и веселый нрав уживался в нём с любовью к порядку и строгой дисциплине, причём увлекаясь внешней формой, великий князь зачастую терял чувство меры. Именно поэтому его недолюбливали в тех воинских частях, которыми он командовал.
Преподаватель кадетских корпусов И. К. Зайцев писал в своих «Воспоминаниях старого учителя»:

Великий Князь Михаил Павлович был человек серьёзный, строгий, гроза всех военных, хотя в душе был добрый и великодушный. Я склоняюсь к тому мнению, что он только маскировался грозою, для большего внушения военным дисциплины. Начать с того, что он только во время смотров являлся суровым и придирчивым, а как только кончался смотр, делался прост и обходителен.

Великий князь Михаил во многом напоминал своего старшего брата Константина, в них будто сосуществовали две противоположные личности. Похоже, что такой неровный нрав они унаследовали от отца.
Вот что вспоминал о Михаиле Павловиче граф Дмитрий Петрович Бутурлин, военный писатель и член Военно-учебного комитета:

Великий князь был добрейший души человек; все его приближённые подтверждают это и отзываются о нём с глубокой преданностью, вследствие ежедневных и домашних с ним отношений. Но таковым он вовсе не представлялся нам, фронтовым его подчиненным: он силился казаться зверем и достиг своей цели. Мы его боялись как огня, и старались избегать всякой уличной встречи с ним… Мы не столько боялись государя, как его.

Пётр Иванович Бартенев, издатель «Русского архива», одного из лучших исторических журналов, тоже отмечал двойственность натуры Михаила Павловича. Он оставил подробную характеристику великого князя, которого считал «в высшей степени примечательной личностью»:

В обществе, благодаря нашему легкомыслию и всяческой небрежности, сохранились предания не столько о нравственных качествах его, достойных подражания и благородной памяти потомства, сколько об его острословии и о неумолимой строгости в соблюдении воинских форм. Впрочем, великий князь считал долгом скрывать лучшие стороны души своей и большинству современников казался человеком преимущественно вспыльчивым, шероховатым, даже страшным. А между тем он был, прежде всего, человек добрый и сверх того — необычайно честный и правдивый, пламенно-преданный своему брату-государю и своему Отечеству. По природной горячности нрава он иногда требовал того же и в той же степени от других. Вот почему таким, каким он был, знали его в сущности немногие, только близкие к нему люди, да те, которые обращались к нему с просьбою в своих трудах, и никогда не получали отказа. В сём последнем рука его была неоскудевающая.

Михаил Павлович не раз свободно беседовал с А. С. Пушкиным. 22 декабря 1834 года Пушкин записал в дневнике: «Великий князь был очень любезен и откровенен… Я успел высказать ему многое. Дай бог, чтобы слова мои произвели хоть каплю добра!»

## Награды
- Орден Святого Андрея Первозванного (28.01.1798)
- Орден Святого Георгия 2-й степени (28.07.1828)
- Орден Святого Владимира 1-й степени (12.12.1823)
- Орден Святого Александра Невского (28.01.1798)
- Орден Белого орла (Царство Польское, 1818)
- Орден Святой Анны 1-й степени (28.01.1798)
- Орден Святого Иоанна Иерусалимского, командор
- Польский знак отличия «За военное достоинство» 1-й степени
- Медаль «За турецкую войну»
- Медаль «За взятие приступом Варшавы»
- Золотая шпага «За храбрость» с лаврами и алмазами (1828)

иностранные:
- Королевский венгерский орден Святого Стефана, большой крест (Австрия, 1846)
- Орден Святого Губерта (Королевство Бавария)
- Орден Верности (Великое герцогство Баден)
- Орден Святого Бенедикта Ависского[порт.] (Бразилия, 1847)
- Орден Людвига (Великое герцогство Гессен)
- Орден Вюртембергской короны (Королевство Вюртемберг)
- Орден Золотого руна (Испания, 1817)
- Военный орден Вильгельма, большой крест (Нидерланды)
- Орден Нидерландского льва (Нидерланды)
- Орден Чёрного орла (Пруссия)
- Орден Красного орла (Пруссия)
- Высший орден Святого Благовещения (Сардинское королевство, 1833)
- Орден Белого сокола (Великое герцогство Саксен-Веймар-Эйзенах)
- Орден Святого Духа (Франция)
- Орден Святого Михаила (Франция)
- Орден Серафимов (Швеция, 04.09.1812)

## Памятники

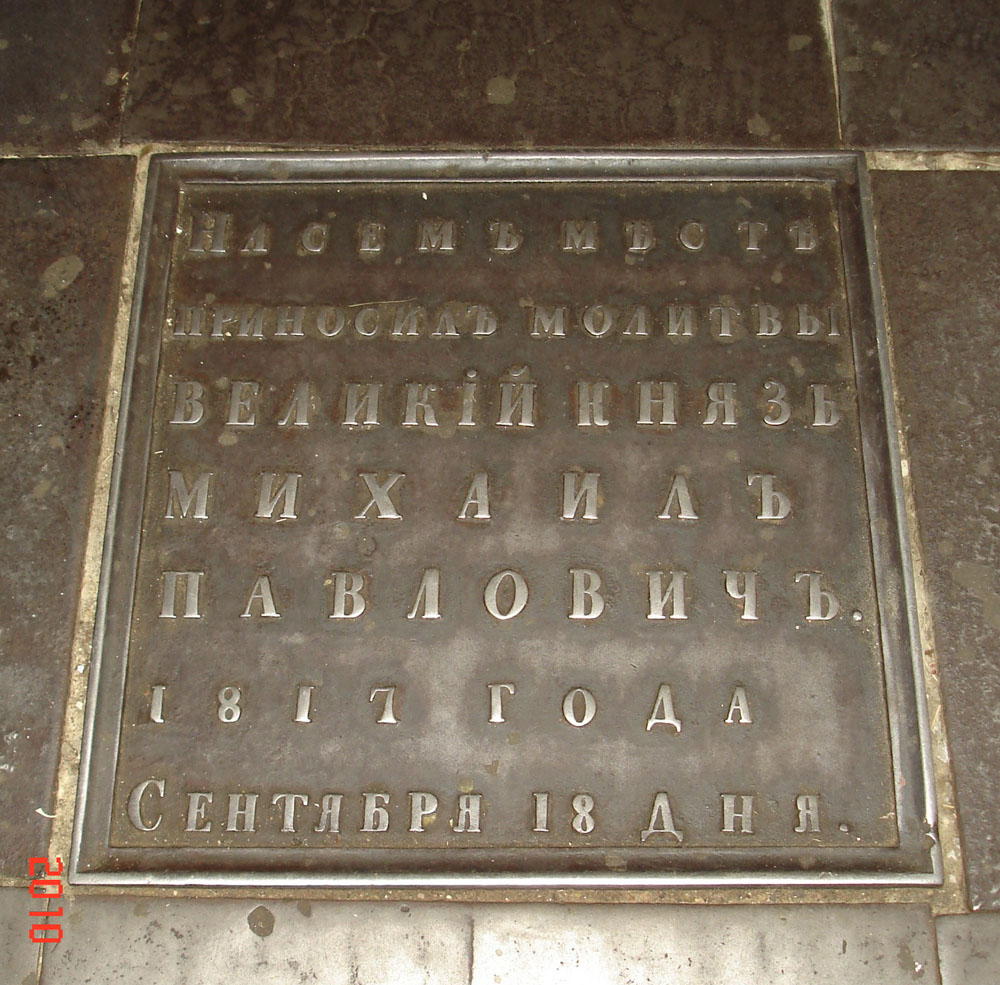
Место моления Михаила Павловича в Старочеркасском Воскресенском войсковом соборе

До революции великому князю Михаилу Павловичу памятники были установлены в следующих населённых пунктах.
- Ижевск. Чугунная колонна, увенчанная фигурой ангела со крестом, общей высотой 12 метров. Насыпной холм с памятником был окружён оградой из чугунных орудийных стволов, соединённых решёткой из пик. Своими пропорциями и декором памятник полностью повторял Александровскую колонну в Санкт-Петербурге. Открыт 8 ноября 1852 г. на Церковной площади Ижевского завода. Разрушен в 1918 году и впоследствии переплавлен. Восстановлен в 2007 году.
- Красное Село. 13 июля 1898 года на территории Большого Красносельского лагеря были открыты памятники-бюсты императору Александру II и великому князю Михаилу Павловичу, шефам Гвардейского корпуса. Памятники находились рядом и располагался на месте, где разбивались палатки командующего корпусом во время летних лагерей. На декоративной горке из каменных блоков, на бронзовых постаментах, украшенных государственными гербами и были установлены бюсты: в верхней части горки — Александра II, чуть ниже — Михаила Павловича. Бюст великого князя был отлит по модели скульптора И. П. Витали. Оба памятника были обнесены общей оградой из орудийных стволов, захваченных у неприятеля во время русско-турецкой войны 1828—1829 годов, и соединены между собой массивными чугунными цепями. Памятник установлен на средства офицеров. Оба памятника были уничтожены в 1917—1918 годах.
- Петергоф. Бронзовый бюст на гранитном постаменте. Отлит по модели скульптора И. П. Витали и установлен в 1850 году в парке Александрия. Бюст был снят после 1917 года и в настоящее время хранится в запасниках музея-заповедника «Петергоф».
- Место моления Михаила Павловича в Старочеркасске.
- В декабре 2018 года бюст князя Михаила Павловича открыт на территории Михайловской артиллерийской академии в Петербурге[5].